# Emiraat Armenië
Het emiraat Armenië of Arminiya was een emiraat of een provincie van het Arabische Rijk tussen 654 en 884. Het behelsde het voormalig Persarmenië, het koninkrijk Iberië en het Kaukasisch Albanië. In het begin regeerden de Armeense prinsen over het land, vanaf kalief Abd al-Malik (685-705) stond het emiraat onder de leiding van een aangeduide Ostikan, die regeerde vanuit de hoofdplaats Dvin.

## Achtergrond
Sinds eeuwen was de Kaukasus een twistgebied tussen de Romeinen en de Perzen. Het laatste conflict werd beslecht in 628. De beide partijen waren totaal uitgeput, dat er een derde kon van profiteren.

## Arabische verovering
Tussen 636 en 642 hadden de Arabieren de Levant en Egypte veroverd. Nu werd koers gezet om het Perzische Rijk in te palmen. In 641 veroverden ze de Armeense stad Bitlis, maar werden teruggeslagen door de Byzantijnen. In 645/646 veroverden ze Theodosiopolis en Dvin. Deze maal kon de Armeense generaal Theodorus Rsjtoeni ze terugdringen. Daarna kwam er een pauze omdat de Arabieren zich concentreerden op de verovering van het Perzische Rijk. In 653 kwamen de Arabieren terug onder leiding van generaal Moe'awija I. Generaal Theodorus Rsjtoeni liep over. Keizer Constans II Pogonatos kwam in eigen persoon de orde herstellen. Eenmaal de keizer weg richtten de Arabieren het emiraat op. De uitbraak van de Eerste Fitna (burgeroorlog) (656-661) gaf de kans aan de Armeense prinsen om terug te keren. 661, generaal Moe'awija I was nu kalief en heerser van de Omajjaden. Hij stelde aan de Armeniërs een ultimatum, oorlog of onderwerping, ze kozen voor het laatste.